# Knittelkarspitze
Die Knittelkarspitze ist ein 2376 m ü. A. hoher Berg in den Lechtaler Alpen im österreichischen Bundesland Tirol.

## Lage
Die Knittelkarspitze liegt im Nordosten der Lechtaler Alpen, in der Liegfeistgruppe, deren höchsten Gipfel sie bildet. Über einen 500 m langen felsigen Grat ist die Knittelkarspitze mit ihrem nur 66 m niedrigeren Vorgipfel, dem Knittelkarkopf, verbunden. Nach Norden entsendet die Knittelkarspitze einen etwa vier Kilometer langen Bergkamm, welcher bei der Schwarzhanskarspitze endet.
Die wichtigsten Talorte am Fuße des Berges sind Namlos im Süden und Kelmen im Osten.

## Geschichte
In der Vergangenheit wurde das Bergmassiv durch mehrere Erdbeben erschüttert. Das Epizentrum dieser Beben wird unter der Knittelkarspitze vermutet. Am 8. Oktober 1930 kam es zum bisher schwersten Beben mit der Stärke 5 auf der Richterskala. Neben einzelnen Felsstürzen im Bergmassiv kam es auch zu größeren Schäden in den umliegenden Ortschaften, vor allem in Namlos. Seit 2012 hat Namlos eine eigene Erdbeben-Messstelle.

## Routen zum Gipfel
Der Trittsicherheit und Schwindelfreiheit erfordernde Normalweg führt ab Kelmen über das Kelmer Joch und den Knittelkarkopf zum Gipfel. Einzelne Kletterstellen im Aufstieg werden mit dem I. Schwierigkeitsgrad (UIAA) bewertet. Von Nordosten kann die Knittelkarspitze auch von der Reuttener Hütte über den Reuttener Höhenweg erreicht werden, welcher unterhalb des Knittelkarkopfes auf den Normalweg trifft.